# لوسیانو دچکو
لوسیانو د چکو (به انگلیسی: Luciano De Cecco) (متولد ۲ ژوئن ۱۹۸۸ در سانتا فه، آرژانتین) بازیکن تیم ملی والیبال آرژانتین است.

## حرفه‌ای

### باشگاهی
زندگی حرفه‌ای لوسیانو با بازی در تیم خیمناسیا سانتافه آغاز شد. لوسیانو پس گذراندن چند فصل در خیمناسیا در سال ۲۰۰۶ به بولیوار پیوست و توانست با این تیم قهرمان لیگ برتر آرژانتین شود. لوسیانو او با بازی‌های درخشان خود توانست نظر مسئولین تیم گابکا ایتالیا را به خود جذب کند و در سال ۲۰۰۷ به این تیم پیوست و در یک سال حضور در لیگ سری آ ایتالیا همواره نیمکت‌نشین بود و فرصت چندانی برای میدان رفتن نداشت از این رو پس از یک سال نیمکت نشینی مستم به کشور خود بازگشت و به عضویت تیم بلرانو در آمد و دوباره پس پشت سرگذاشتن یک فصل موفق با این تیم در لیگ برتر آرژانتین دوباره به سری آ بازگشت و این بار به عضویت تیم لاتینا ایتالیا در آمد ولی در این تیم نیز موفق ظاهر نشد و همانند حضور اول خود در لیگ ایتالیا روند موفقیت آمیزی در این تیم پشت سر نگذاشت و دوباره به کشورش مراجعت نمود و به عضویت تیم بولیوار در آمد و به مدت سه سال در این تیم توپ زد. لوپس از حضور مجدد در ایتالیا به پیاچنزا پیوست.

### تیم ملی
لوسیانو دکچو برای اولین بار در سال ۲۰۰۶ به تیم ملی آرژانتین برای حضور در بازی‌های لیگ جهانی ۲۰۰۶ دعوت شد اما لوسیانو نتوانست در لیگ جهانی به میدان برود. او اولین بازی ملی خود را در مسابقات قهرمانی والیبال جهان انجام داد و از سال ۲۰۰۷ پاسور اول تیم ملی آرژانتین لقب گرفت.
لوسیانو دکچو در رقابت‌های قهرمانی والیبال جهان ۲۰۱۱ با عملکرد درخشان خود در این تورنمنت توانست عنوان بهترین پاسور این رقابت‌ها را از آن خود کند. علاوه بر این دکچو در همان توانست بهترین پاسور لیگ جهانی شود.